# Acuario mbuna
Acuario mbuna o acuario malawi es un acuario, generalmente rectangular, de no menos de 300 litros el cual imita el ecosistema natural del Lago Malawi, tanto el hábitat, los parámetros del agua y sus habitantes denominados Mbunas.

## Hábitat
El hábitat está compuesto por bastantes rocas formando cuevas y arena de fondo, sin plantas.

## Parámetros del agua
El agua debe estar bien oxigenada, con una temperatura de 24 °C a 27 °C, con un PH de 7,7 a 8,6 y el Gh entre 10 y 14. Y tanto el amoniaco como los nitritos deben encontrarse siempre a 0.

## Habitantes
Los habitantes deben ser cíclidos del lago Malawi al este de África. Los más reconocidos en la acuariofilia son, entre otros:
- Aulonocara
- Labeotropheus
- Labidochromis
- Maylandia
- Melanochromis
- Pseudotropheus